# Sigata
Sigata era una ciutat fenícia propera a Biblos, situada segurament una mica al sud d'aquesta.
Va ser una de les primeres ciutats conquerides cap a la meitat del segle xiv aC pels habiru d'Amurru encapçalats per Abdi-Asirta. Es creu que era independent i no pertanyia a Biblos, al contrari que la propera Ampi, però el rei de Biblos, Rib-Hadda, vassall d'Egipte, la va sostreure del govern dels habiru.
Abdi-Asirta va morir, i el seu fill Aziru va continuar la política expansionista del seu pare. Mentrestant, Rib-Hadda de Biblos havia escrit al faraó egipci Akhenaton demanant-li ajuda contra el rei amorreu Aziru ja que veia que Biblos acabaria caient a les seves mans. Però Aziru també va escriure al faraó, explicant que ocupava aquelles ciutats per lliurar-les de les mans dels hitites, perquè el rei Subiluliuma I estava atacant aquella part del país, i Biblos no era capaç de defensar-lo. Això va induir als egipcis a considerar que Aziru era lleial i a no escoltar els avisos del rei de Biblos. Poc després Aziru, ja amb el reconeixement egipci, la va recuperar, juntament amb la propera Ampi i amb Ardata i els egipcis el van deixar fer. Cap a l'any 1330 aC Aziru va formar el Regne d'Amurru, i es va sotmetre a Subiluliuma, que el va reconèixer com a vassall i el va confirmar en el tron del regne.